# Kurt Sobotka
Kurt Sobotka (9 de marzo de 1930 – 8 de septiembre de 2017) fue un actor, director, humorista, autor y artista de cabaret austriaco.

## Biografía
Nacido en Viena, Austria, Sobotka estudió en la academia de comercio durante dos años, pero la abandonó para convertirse en actor. Tras completar su formación en el Conservatorio Prayner de Viena, debutó en 1948 en el Stadttheater de Steyr, actuando después en el Theater in der Josefstadt de la capital, así como en Hamburgo y Zúrich. Con Helmut Qualtinger y Gerhard Bronner trabajó en 1959 en shows de cabaret en el stadtTheater walfischgasse, y desde 1974 a 1981 en el cabaret Simpl de Viena. Entre 1981 y 2014 Sobotka fue miembro del Theater in der Josefstadt. 
Sobotka fue un actor televisivo muy popular, con unas 400 actuaciones en el medio, y en la radio todos los domingos aparecía en el show de Ö1 Der Guglhupf en 1978–2009.
Como actor de voz, en 1998 Sobotka trabajó en la versión austriaca de la película de animación La sirenita, en la cual asumió el papel del Rey Tritón.
En 2010, y con motivo de cumplir los 80 años de edad, fue galardonado con la Condecoración de Honor por los servicios prestados al Estado de Viena.
Sobotka falleció en Viena en 2017 tras una larga enfermedad. Tenía 87 años de edad. Es hijo suyo el actor, director y artista de cabaret Werner Sobotka.

## Filmografía (selección)
- 1962 : Drei Liebesbriefe aus Tirol
- 1963 : Mensch und Bestie
- 1965 : Lumpazivagabundus
- 1968–1970 : Seniorenclub (serie TV)
- 1972 : Die lustigen Vier von der Tankstelle
- 1972 : Tatort (serie TV), episodio Die Samtfalle
- 1973 : Wandern ist Herrn Müllers Lust
- 1974 : Wenn Mädchen zum Manöver blasen
- 1976 : Tatort (serie TV), episodio Annoncen-Mord
- 1983 : Die Geschwister Oppermann (miniserie TV)
- 1996 : Mein Opa und die 13 Stühle
- 1997 : Qualtingers Wien
- 1997 : Fröhlich geschieden (telefilm)
- 2001 : Ene mene muh - und tot bist du
- 2001 : Die Pferdefrau (telefilm)
- 2001–2002 : Dolce Vita & Co (serie TV)
- 2003 : Trautmann (serie TV), episodio Lebenslänglich
- 2007 : In einem anderen Licht (telefilm)